# Draken International
Draken International ist ein US-amerikanisches Luftfahrtunternehmen für militärische Dienstleistungen. Sein Kundenkreis schließt auch die Rüstungsindustrie mit ein. Das Unternehmen hat seinen Sitz auf dem Lakeland Linder International Airport in Lakeland, Florida und verfügt außerdem über eine Basis auf der Nellis Air Force Base in Nevada.

## Unternehmen
Gegründet wurde Draken International von Jared Isaacman. CEO des Unternehmens ist Joe Ford. Jared Isaacman hat sein Unternehmen an die Blackstone Group verkauft. Mit Draken Europe besteht seit 2021 auch ein europäisches Tochterunternehmen, welches im englischen Bournemouth ansässig ist.
Draken bietet mit einer Flotte ausgemusterter Kampfflugzeuge Dienstleistungen für staatliche Stellen wie das US-Verteidigungsministerium sowie für Luft- und Raumfahrtunternehmen. Das Unternehmen stellt Gegner- und Zieldarstellungen (Red Air), Joint Terminal Attack Controller (JTAC), Close Air Support (CAS), Flugtraining, Bedrohungssimulationen, Unterstützung bei der elektronischen Kriegsführung und Luftbetankung zu Ausbildungs-, Manöver-, Forschungs- und Erprobungszwecken bereit.
Weitere Standbeine des Unternehmens sind laut eigener Aussage Luftfahrzeug-Instandhaltung und Flugzeugleasing sowie die Bereitstellung von Luftunterstützung bei Search and Rescue.

## Flotte
Draken International gilt als Unternehmen mit der größten privat gehaltenen Kampfflugzeug-Luftflotte weltweit. 2013 umfasste die Flotte rund 50 aus verschiedenen nationalen Luftwaffen ausgemusterte Kampfflugzeuge (darunter elf A-4K Skyhawks, neun Aermacchi MB-339 Trainingsflugzeuge, fünf Aero L-39 und 25 MiG-21bis/UM) sowie mehrere Beechcraft Baron und Cessna Citation III. Seither wurde die Flotte durch weitere Käufe vergrößert. Unter anderem erstand Draken 28 ausgemusterte tschechische Aero L-159 und 22 Mirage F1B (Trainingsflugzeug) von den spanischen Streitkräften. Für 2022 war der Ankauf von 12 niederländischen Lockheed Martin F-16 mit Option auf weitere 28 Stück desselben Flugzeugs (sobald diese ausgemustert werden) geplant. Stattdessen wurden die Flugzeuge an die Ukraine abgegeben.